# Lista siturilor arheologice din județul Alba - R
Lista siturilor arheologice din județul Alba - R conține toate siturile arheologice din județul Alba înscrise în Repertoriul Arheologic Național (RAN) și aflate în localități al căror nume începe cu litera R. RAN este administrat de Ministerul Culturii și Patrimoniului Național și cuprinde date științifice, cartografice, topografice, imagini și planuri, precum și orice alte informații privitoare la zonele cu potențial arheologic, studiate sau nu, încă existente sau dispărute.
Puteți căuta un sit din localitățile care încep cu litera R folosind formularul de mai jos sau puteți naviga prin toate siturile din județ la Lista siturilor arheologice din județul Alba.
| Cuprins                                                       |
| ------------------------------------------------------------- |
| Top - A B C D E F G H I J K L M N O P Q R S Ș T Ț U V W X Y Z |

| Cod RAN                                        | Denumire | Localitate                                | Adresă                                      | Datare                 | Descoperit | Coordonate                                              | Imagine           | Erori            |
| ---------------------------------------------- | --- | ----------------------------------------- | ------------------------------------------- | ---------------------- | ---------- | ------------------------------------------------------- | ----------------- | ---------------- |
| 6556.01.01 (Cod LMI: AB-I-s-B-00059)           | Așezarea daco-romană de la Rădești - "În Țărmuire" / ansamblu anonim (Categorie: locuire civilă) (Tip: Așezare)                                            | sat Rădești, comuna Rădești               | În Țărmuire                                 |                        |            |                                                         | Încărcați imagine | Raportați eroare |
| 1918.01.01 (Cod LMI: AB-I-s-B-00060)           | Așezarea romană de la Răhău - "Budurăul Ciobănelului" / ansamblu anonim (Categorie: locuire civilă) (Tip: Așezare)                                         | sat Răhău, municipiul Sebeș               | Budurăul Ciobănelului                       |                        |            |                                                         | Încărcați imagine | Raportați eroare |
| 1918.02.01 (Cod LMI: AB-I-s-B-00061)           | Situl arheologic de la Răhău - "Dealul Șipotelor" / ansamblu anonim (Categorie: locuire civilă) (Tip: Așezare)                                             | sat Răhău, municipiul Sebeș               | Dealul Șipotelor                            | Petrești               |            |                                                         | Încărcați imagine | Raportați eroare |
| 1918.02.02 (Cod LMI: AB-I-m-B-00061.03)        | Situl arheologic de la Răhău - "Dealul Șipotelor" / ansamblu anonim (Categorie: locuire civilă) (Tip: Așezare)                                             | sat Răhău, municipiul Sebeș               | Dealul Șipotelor                            | Coțofeni               |            |                                                         | Încărcați imagine | Raportați eroare |
| 1918.02.03 (Cod LMI: AB-I-m-B-00061.01)        | Situl arheologic de la Răhău - "Dealul Șipotelor" / ansamblu anonim (Categorie: locuire civilă) (Tip: Așezare)                                             | sat Răhău, municipiul Sebeș               | Dealul Șipotelor                            | Basarabi               |            |                                                         | Încărcați imagine | Raportați eroare |
| 1918.02.04 (Cod LMI: AB-I-m-B-00061.02)        | Situl arheologic de la Răhău - "Dealul Șipotelor" / ansamblu anonim (Categorie: locuire civilă) (Tip: Așezare)                                             | sat Răhău, municipiul Sebeș               | Dealul Șipotelor                            | Turdaș                 |            |                                                         | Încărcați imagine | Raportați eroare |
| 1856.01.01 (Cod LMI: AB-I-s-B-00062)           | Situl arheologic Războieni-Cetate / ansamblu Castrul alei I Bataviorum milliaria (Categorie: locuire militară) (Tip: Castru)                               | sat Războieni-Cetate, oraș Ocna Mureș     | Grajdurile CAP                              |                        |            | 46°25′02″N 23°52′06″E / 46.4172222222°N 23.8683333333°E | Încărcați imagine | Raportați eroare |
| 1856.01.02 (Cod LMI: AB-I-s-B-00062)           | Situl arheologic Războieni-Cetate / ansamblu anonim (Categorie: locuire militară) (Tip: Așezare)                                                           | sat Războieni-Cetate, oraș Ocna Mureș     | Grajdurile CAP                              | Lumea Nouă             |            | 46°25′02″N 23°52′06″E / 46.4172222222°N 23.8683333333°E | Încărcați imagine | Raportați eroare |
| 1856.01.0 1856.01.03 (Cod LMI: AB-I-s-B-00062) | Situl arheologic Războieni-Cetate / ansamblu anonim (Categorie: locuire militară) (Tip: Așezare)                                                           | sat Războieni-Cetate, oraș Ocna Mureș     | Grajdurile CAP                              | Petrești               |            | 46°25′02″N 23°52′06″E / 46.4172222222°N 23.8683333333°E | Încărcați imagine | Raportați eroare |
| 6609.01.01 (Cod LMI: AB-I-s-B-00063)           | Fortificația Latene de la Râmetea - "Piatra Secuiului" / ansamblu anonim (Categorie: fortificație) (Tip: Fortificație)                                     | sat Rimetea, comuna Râmetea               | Piatra Secuiului                            | geto-dacică            |            |                                                         | Încărcați imagine | Raportați eroare |
| 6609.02.01 (Cod LMI: AB-I-s-B-00064)           | Cetatea medievală de la Râmetea - "Piatra Secuiului" / ansamblu anonim (Categorie: locuire civilă) (Tip: Cetate)                                           | sat Rimetea, comuna Râmetea               | Piatra Secuiului                            |                        |            |                                                         | Încărcați imagine | Raportați eroare |
| 6770.02.01 (Cod LMI: AB-I-s-A-20329)           | Exploatarea minieră Roșia Montană - "Masivul Cârnic" / ansamblu anonim (Categorie: exploatare/carieră) (Tip: Exploatare minieră)                           | sat Roșia Montană, comuna Roșia Montană   | Cârnic                                      | sec. I-III             |            | 46°18′21″N 23°07′59″E / 46.30583°N 23.13305°E           | Încărcați imagine | Raportați eroare |
| 4516.01.01                                     | Așezarea neolitică de la Reciu / ansamblu anonim (Categorie: locuire civilă) (Tip: Așezare)                                                                | sat Reciu, comuna Gârbova                 |                                             | Turdaș                 |            |                                                         | Încărcați imagine | Raportați eroare |
| 6636.01.01                                     | Așezarea Turdaș de la Râmeț- Curmături / ansamblu anonim (Categorie: locuire civilă) (Tip: Așezare)                                                        | sat Râmeț, comuna Râmeț                   | Curmături                                   | Turdaș                 |            |                                                         | Încărcați imagine | Raportați eroare |
| 1918.03.01                                     | Așezarea Petrești de la Răhău - "Dealul Viilor" / ansamblu anonim (Categorie: locuire civilă) (Tip: Așezare)                                               | sat Răhău, municipiul Sebeș               | Dealul Viilor                               | Petrești               |            |                                                         | Încărcați imagine | Raportați eroare |
| 6556.02                                        | Topor neolitic de la Rădești - "Între Pâraie" (Categorie: descoperire izolată) (Tip: obiect izolat)                                                        | sat Rădești, comuna Rădești               | Între Pâraie                                |                        |            |                                                         | Încărcați imagine | Raportați eroare |
| 7160.02.01                                     | Așezarea neolitică de la Răchita -"Viile de Jos" / ansamblu anonim (Categorie: locuire civilă) (Tip: Așezare)                                              | sat Răchita, comuna Săsciori              | Viile de Jos                                |                        |            |                                                         | Încărcați imagine | Raportați eroare |
| 7160.03.01                                     | Așezarea eneolitică de la Răchita - "Vârful Apărății" / ansamblu anonim (Categorie: locuire civilă) (Tip: Așezare)                                         | sat Răchita, comuna Săsciori              | Vârful Apărății                             |                        |            |                                                         | Încărcați imagine | Raportați eroare |
| 7160.04.01                                     | Așezări neo-eneolitice la Răchita- Vârful Gorunișului / ansamblu anonim (Categorie: locuire civilă) (Tip: Așezare)                                         | sat Răchita, comuna Săsciori              | Vârful Gorunișului                          |                        |            |                                                         | Încărcați imagine | Raportați eroare |
| 6609.03                                        | Obiecte neo-eneolitice de la Rimetea (Categorie: descoperire izolată) (Tip: obiect izolat)                                                                 | sat Rimetea, comuna Râmetea               |                                             |                        |            |                                                         | Încărcați imagine | Raportați eroare |
| 6770.04.01                                     | Situl arheologic de la Roșia Montană - "Masivul Țarina" / ansamblu anonim (Categorie: descoperire funerară) (Tip: Necropolă)                               | sat Roșia Montană, comuna Roșia Montană   | Masivul Țarina                              | sec. II-III p. Chr     | 2000       | 46°18′24″N 23°07′26″E / 46.30667°N 23.12389°E           | Încărcați imagine | Raportați eroare |
| 6770.04.02                                     | Situl arheologic de la Roșia Montană - "Masivul Țarina" / ansamblu anonim (Categorie: descoperire funerară) (Tip: Așezare)                                 | sat Roșia Montană, comuna Roșia Montană   | Masivul Țarina                              |                        | 2000       | 46°18′24″N 23°07′26″E / 46.30667°N 23.12389°E           | Încărcați imagine | Raportați eroare |
| 6770.07.01                                     | Situl medieval de la Roșia Montană - "Tăul Anghel" / ansamblu anonim (Categorie: locuire civilă) (Tip: Așezare)                                            | sat Roșia Montană, comuna Roșia Montană   | Tăul Anghel                                 | sec. XVI-XVII          |            | 46°18′11″N 23°08′37″E / 46.30305°N 23.14361°E           | Încărcați imagine | Raportați eroare |
| 6770                                           | Exploatarea minieră romană de la Alburnus Maior, masivul Orlea (Categorie: exploatare/carieră) (Tip: exploatare minieră)                                   | sat Roșia Montană, comuna Roșia Montană   | Masivul Orlea                               |                        |            |                                                         | Încărcați imagine | Raportați eroare |
| 6770                                           | Exploatarea minieră romană de la Alburnus Maior, masivul Orlea / ansamblu anonim (Categorie: exploatare/carieră) (Tip: exploatare minieră)                 | sat Roșia Montană, comuna Roșia Montană   | Masivul Orlea                               |                        |            |                                                         | Încărcați imagine | Raportați eroare |
| 6770.05.01 (Cod LMI: AB-I-m-A-00065.03)        | Situl arheologic de la Alburnus Maior- Carpeni / ansamblu anonim (Categorie: locuire) (Tip: Așezare)                                                       | sat Roșia Montană, comuna Roșia Montană   | Carpeni                                     | romană                 |            | 46°18′06″N 23°06′39″E / 46.30167°N 23.11094°E           | Încărcați imagine | Raportați eroare |
| 6770.05.02 (Cod LMI: AB-I-m-A-00065.03)        | Situl arheologic de la Alburnus Maior- Carpeni / ansamblu anonim (Categorie: locuire) (Tip: Necropolă de incinerație)                                      | sat Roșia Montană, comuna Roșia Montană   | Carpeni                                     |                        |            | 46°18′06″N 23°06′39″E / 46.30167°N 23.11094°E           | Încărcați imagine | Raportați eroare |
| 6770.11.01 (Cod LMI: AB-I-m-A-00065.05)        | Galeria minieră "Cătălina Monulești"- centrul istoric-Masivul Coș / ansamblu anonim (Categorie: exploatare/carieră) (Tip: exploatare minieră)              | sat Roșia Montană, comuna Roșia Montană   | centrul istoric-Masivul Coș                 |                        |            |                                                         | Încărcați imagine | Raportați eroare |
| 6770.11.02 (Cod LMI: AB-I-m-A-00065.05)        | Galeria minieră "Cătălina Monulești"- centrul istoric-Masivul Coș / ansamblu anonim (Categorie: exploatare/carieră) (Tip: exploatare minieră)              | sat Roșia Montană, comuna Roșia Montană   | centrul istoric-Masivul Coș                 |                        |            |                                                         | Încărcați imagine | Raportați eroare |
| 6770.11.03 (Cod LMI: AB-I-m-A-00065.05)        | Galeria minieră "Cătălina Monulești"- centrul istoric-Masivul Coș / ansamblu anonim (Categorie: exploatare/carieră) (Tip: exploatare minieră)              | sat Roșia Montană, comuna Roșia Montană   | centrul istoric-Masivul Coș                 |                        |            |                                                         | Încărcați imagine | Raportați eroare |
| 6609.04.01 (Cod LMI: AB-II-s-A-00268)          | Situl rural Rimetea / ansamblu anonim (Categorie: locuire civilă) (Tip: Așezare rurală)                                                                    | sat Rimetea, comuna Râmetea               |                                             | sec.XVIII-XIX          |            | 46°27′10″N 23°34′02″E / 46.45278°N 23.56722°E           | Încărcați imagine | Raportați eroare |
| 6949.01.01                                     | Situl arheologic de la Roșia de Secaș / ansamblu anonim (Categorie: locuire) (Tip: Așezare)                                                                | sat Roșia de Secaș, comuna Roșia de Secaș |                                             | Coțofeni               |            |                                                         | Încărcați imagine | Raportați eroare |
| 6949.01.02                                     | Situl arheologic de la Roșia de Secaș / ansamblu anonim (Categorie: locuire) (Tip: Așezare)                                                                | sat Roșia de Secaș, comuna Roșia de Secaș |                                             | Petrești               |            |                                                         | Încărcați imagine | Raportați eroare |
| 6949.01.03                                     | Situl arheologic de la Roșia de Secaș / ansamblu anonim (Categorie: locuire) (Tip: Așezare)                                                                | sat Roșia de Secaș, comuna Roșia de Secaș |                                             | Gáva                   |            |                                                         | Încărcați imagine | Raportați eroare |
| 6770.12.01                                     | Necropola romană de la Alburnus Maior- Tăul Cornii / ansamblu anonim (Categorie: descoperire funerară) (Tip: Necropolă de incinerație)                     | sat Roșia Montană, comuna Roșia Montană   | Tăul Cornii                                 |                        |            | 46°17′40″N 23°08′18″E / 46.29431°N 23.13833°E           | Încărcați imagine | Raportați eroare |
| 6770.08.01                                     | Așezarea romană de la Alburnus Maior- Hăbad / ansamblu anonim (Categorie: locuire) (Tip: Așezare)                                                          | sat Roșia Montană, comuna Roșia Montană   | Hăbad                                       |                        |            | 46°17′22″N 23°06′42″E / 46.28944°N 23.11167°E           | Încărcați imagine | Raportați eroare |
| 6770.08.02                                     | Așezarea romană de la Alburnus Maior- Hăbad / ansamblu anonim (Categorie: locuire) (Tip: Drum)                                                             | sat Roșia Montană, comuna Roșia Montană   | Hăbad                                       |                        |            | 46°17′22″N 23°06′42″E / 46.28944°N 23.11167°E           | Încărcați imagine | Raportați eroare |
| 6770.03.01                                     | Situl arheologic de la Alburnus Maior- Jig / ansamblu anonim (Categorie: locuire) (Tip: Așezare)                                                           | sat Roșia Montană, comuna Roșia Montană   | Jig                                         | sec. II-III            |            |                                                         | Încărcați imagine | Raportați eroare |
| 6770.03.02                                     | Situl arheologic de la Alburnus Maior- Jig / ansamblu anonim (Categorie: locuire) (Tip: Necropolă de incinerație)                                          | sat Roșia Montană, comuna Roșia Montană   | Jig                                         |                        |            |                                                         | Încărcați imagine | Raportați eroare |
| 6770.15.01                                     | Așezarea romană de la Alburnus Maior- Perimetrul I și II / ansamblu anonim (Categorie: locuire) (Tip: Locuire)                                             | sat Roșia Montană, comuna Roșia Montană   | Perimetrul T I și II                        | romană                 |            |                                                         | Încărcați imagine | Raportați eroare |
| 6770.15.02                                     | Așezarea romană de la Alburnus Maior- Perimetrul I și II / ansamblu anonim (Categorie: locuire) (Tip: necropola)                                           | sat Roșia Montană, comuna Roșia Montană   | Perimetrul T I și II                        |                        |            |                                                         | Încărcați imagine | Raportați eroare |
| 6770.16.01                                     | Edificiul roman de la Roșia Montană- proprietate Dalea / ansamblu anonim (Categorie: construcție) (Tip: Clădire)                                           | sat Roșia Montană, comuna Roșia Montană   | proprietate Dalea                           | romană                 |            |                                                         | Încărcați imagine | Raportați eroare |
| 6770.17.01                                     | Edificiile romane de la Roșia Montană- Tăul Țapului / ansamblu anonim (Categorie: locuire) (Tip: Clădiri)                                                  | sat Roșia Montană, comuna Roșia Montană   | Tăul Țapului                                | romană                 |            |                                                         | Încărcați imagine | Raportați eroare |
| 6770.09                                        | Cercetarea arheologică de la Roșia Montană-Balmoșești-Gura Minei (Categorie: neprecizată) (Tip: neprecizat)                                                | sat Roșia Montană, comuna Roșia Montană   | Balmoșești - Gura Minei                     |                        |            |                                                         | Încărcați imagine | Raportați eroare |
| 1918.04.01                                     | Așezarea medievală de la Răhău - "Valea Caselor" / ansamblu anonim (Categorie: așezare) (Tip: așezare)                                                     | sat Răhău, municipiul Sebeș               | Valea Caselor                               |                        |            |                                                         | Încărcați imagine | Raportați eroare |
| 1918.04.02                                     | Așezarea medievală de la Răhău - "Valea Caselor" / ansamblu anonim (Categorie: așezare) (Tip: așezare)                                                     | sat Răhău, municipiul Sebeș               | Valea Caselor                               | sec. II - III          |            |                                                         | Încărcați imagine | Raportați eroare |
| 7160.01.01                                     | Așezarea Coțofeni de la Răchita - "Vârful Zăpozii" / ansamblu anonim (Categorie: locuire civilă) (Tip: Așezare)                                            | sat Răchita, comuna Săsciori              | Vârful Zăpozii                              | Coțofeni - finală      | '20        |                                                         | Încărcați imagine | Raportați eroare |
| 6770.06.01                                     | Necropola romană de la Roșia Montană - Orlea -"Tăul Secuilor" / ansamblu anonim (Categorie: descoperire funerară) (Tip: Necropolă tumulară de incinerație) | sat Roșia Montană, comuna Roșia Montană   | Roșia Montană, nr. 617, punct Tăul Secuilor | romană sec. II p. Chr. | 2000       | 46°18′25″N 23°06′18″E / 46.30695°N 23.105°E             | Încărcați imagine | Raportați eroare |
| 6770.02.02                                     | Necropola romană de la Roșia Montană - Orlea -"Tăul Secuilor" / ansamblu anonim (Categorie: descoperire funerară) (Tip: Necropolă plană)                   | sat Roșia Montană, comuna Roșia Montană   | Roșia Montană, nr. 617, punct Tăul Secuilor | romană sec. II p. Chr. | 2000       | 46°18′25″N 23°06′18″E / 46.30695°N 23.105°E             | Încărcați imagine | Raportați eroare |
| 6770.10.02                                     | Situl arheologic de la Roșia Montană - "Islaz" / ansamblu anonim (Categorie: locuire civilă) (Tip: Așezare)                                                | sat Roșia Montană, comuna Roșia Montană   | Islaz                                       | sec. II - III p. Chr.  | 2000       | 46°18′45″N 23°05′44″E / 46.3125°N 23.09556°E            | Încărcați imagine | Raportați eroare |
| 6770.10.01                                     | Situl arheologic de la Roșia Montană - "Islaz" / ansamblu anonim (Categorie: locuire civilă) (Tip: Așezare)                                                | sat Roșia Montană, comuna Roșia Montană   | Islaz                                       |                        | 2000       | 46°18′45″N 23°05′44″E / 46.3125°N 23.09556°E            | Încărcați imagine | Raportați eroare |
| 6770.02.01 (Cod LMI: AB-I-m-A-00065.04)        | Situl roman de la Roșia Montană - "La Hop-Găuri" / ansamblu Necropola romană de incinerație (Categorie: descoperire funerară) (Tip: Necropolă)             | sat Roșia Montană, comuna Roșia Montană   | La Hop-Găuri                                | sec. II - III          | 2000       | 46°18′52″N 23°06′42″E / 46.31445°N 23.11167°E           | Încărcați imagine | Raportați eroare |
| 6770.02.02 (Cod LMI: AB-I-s-A-00065)           | Situl roman de la Roșia Montană - "La Hop-Găuri" / ansamblu anonim (Categorie: descoperire funerară) (Tip: Așezare)                                        | sat Roșia Montană, comuna Roșia Montană   | La Hop-Găuri                                |                        | 2000       | 46°18′52″N 23°06′42″E / 46.31445°N 23.11167°E           | Încărcați imagine | Raportați eroare |
| 6770.01.03 (Cod LMI: AB-I-s-A-00065)           | Situl roman de la Roșia Montană - "La Hop-Găuri" / ansamblu anonim (Categorie: descoperire funerară) (Tip: Drum)                                           | sat Roșia Montană, comuna Roșia Montană   | La Hop-Găuri                                | romană                 | 2000       | 46°18′52″N 23°06′42″E / 46.31445°N 23.11167°E           | Încărcați imagine | Raportați eroare |